# 具志堅宗精
具志堅 宗精（ぐしけん そうせい、1896年8月22日 - 1979年12月29日）は、戦前の沖縄県の警察官で、宮古民政府の政治家。実業家として著名で、沖縄の地ビールとして名を馳せるオリオンビールの創業者である。沖縄県那覇市出身。大城鎌吉・宮城仁四郎・國場幸太郎とともに「沖縄財界四天王」と称される。

## 経歴・人物
明治29年（1896年）8月22日に那覇市垣花で生まれる。島尻農学校（後の沖縄県立農林学校）を中退後、1918年22歳で大阪に渡り造船所で働く。その後200円を貯めて沖縄に戻り沖縄県警察部に入職する。沖縄戦までに沖縄県内の警察署長を歴任する。
那覇警察署長時代の1945年4月、沖縄戦の爆撃で警察署も壕へ退避することになると、具志堅は部下の若い隊員に命じてデパートの焼け跡から米やメリケン粉などの物資を繁多川の壕と亀甲墓まで収集させた。また5月19日頃の軍との会議では、ある参謀が「沖縄人はほとんどがスパイだ」と公然と言い放ったのに対し、「沖縄出身の兵隊も、前線で勇敢に戦っているじゃありませんか！捕虜の身で、米軍に逆らうこともできず、生きるためにやむなく従っているのです」と、反論した。
6月、沖縄戦で沖縄本島に上陸してきた米軍に警察署を包囲されると、具志堅は部下を投降させて自分は自決しようとし、持っていた拳銃の引金を引いたが不発に終わり、部下とともに投降して捕虜になった。
戦後は沖縄民政府の知念地区警察署長を務めた後に退官し、宮古民政府知事（宮古支庁長）に就任した。
知事退任後は実業界に入り、1950年に具志堅醤油合名会社（現：株式会社赤マルソウ）を設立。1957年には沖縄ビール株式会社（現：オリオンビール株式会社）を創業して、ビール販売の県内シェア1位を獲得することに成功する。
1960年、沖縄整肢療護園（現：沖縄南部療育医療センター）初代園長就任したほか、1958年から1979年までの約20年間、沖縄社会福祉協議会会長を務めるなど社会福祉事業にも貢献した。
1979年12月29日、83歳で他界した。